# Diza Gonzaga
Maria Edi de Moraes Gonzaga, mais conhecida como Diza Gonzaga (Santiago, 23 de junho de 1953) é uma arquiteta e ativista brasileira. É idealizadora e presidente voluntária da Fundação Thiago de Moraes Gonzaga, onde ficou conhecida por debater questões sociais ligadas ao trânsito na sociedade.
Como palestrante e conferencista, tem participado de congressos e eventos nacionais e internacionais, apresentando o programa Vida Urgente e compartilhando sua experiência em educação para o trânsito, mobilização social e voluntariado, políticas públicas e legislação de trânsito e mobilidade. É autora de vários artigos relacionados à área e do livro Thiago Gonzaga – Histórias de Uma Vida Urgente, que está em sua 17ª edição.
Em março de 2019, Diza Gonzaga foi convidada pelo governador do Rio Grande do Sul, Eduardo Leite, para assumir a Diretoria Institucional do Detran-RS. Movida pelo desejo incansável de salvar vidas, Diza tem o desafio de levar a sua experiência de mais de 20 anos na sociedade civil organizada para o setor público, contribuindo para a humanização e a preservação da vida no trânsito. 

## Família e origem
Diza nasceu em Santiago, região central do Rio Grande do Sul. É a sexta dos sete filhos de Franklin Ferreira de Moraes e Elvira Dias de Moraes. Filha de militar, mudou-se com apenas seis meses de idade para morar em Vacaria. Com nove anos, foi com a família para Porto Alegre. 
Na década de 70, casou-se com Regis Gonzaga, que viria a se tornar em um dos mais conhecidos e respeitados professores de matemática do Rio Grande do Sul. Juntos, têm seis filhos: Larissa, Thiago, Carolina, Paula, Gerson e Vicente.  
Aos 19 anos, entrou para a graduação em Arquitetura, na Universidade do Vale do Rio dos Sinos (Unisinos). Como arquiteta, exerceu várias atividades relacionada a projetos e planejamento urbano. Coordenou o Núcleo de Obras da Secretaria de Estado do Trabalho e Ação Social, além de ser responsável pela construção de praças e prédios públicos, atuando em em prefeituras, escritórios de projetos e planejamento urbano. Ainda, idealizou e coordenou o projeto “Creche Comunitária”,  da Legião Brasileira de Assistência (LBA), sendo responsável pela implantação de mais de 200 creches em comunidades de baixa renda do Rio Grande do Sul. 

## Fundação Thiago Gonzaga e Vida Urgente

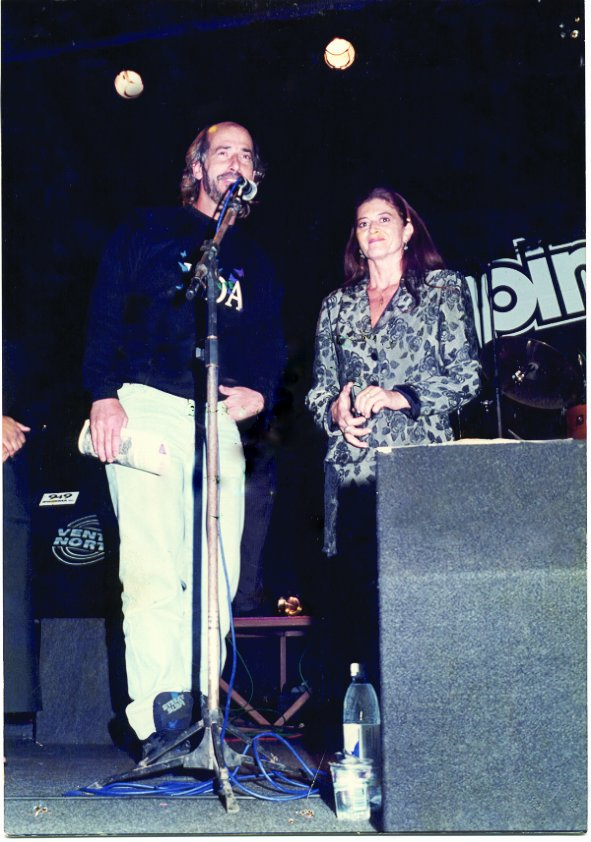
Regis Gonzaga e Diza Gonzaga no Lançamento do Programa Vida Urgente da Fundação Thiago de Moraes Gonzaga em 20 de maio de 1996.

Na madrugada fria de 20 de maio de 1995, Thiago de Moraes Gonzaga, então com 18 anos de idade, pegara uma carona na saída de uma festa. O carro acabou colidindo em um contêiner de lixo colocado irregularmente na rua. Excesso de velocidade e imprudência foram fatores determinantes para o fatal acidente de Thiago e seu amigo Rodrigo. Chamada ao local, Diza literalmente recolheu seu filho do asfalto.
Inconformada com aquela ‘morte anunciada’ (pois as estatísticas apontavam os acidentes de trânsito como a principal causa de mortes de jovens, do sexo masculino, entre 18 e 25 anos, geralmente em retornos de festas nas noites de fim de semana), Diza Gonzaga sentiu que devia fazer algo para que a morte de seu filho Thiago e do amigo não se tornasse apenas uma estatística. Assim, exatamente um ano após a sua morte, ao invés de uma missa, Diza e Régis Gonzaga promoveram uma festa no Bar Opinião - último lugar onde Thiago estivera. No evento eles lançaram o programa Vida Urgente e a Fundação Thiago de Moraes Gonzaga. Na mesma noite, Diza também lançou o livro Thiago Gonzaga – Histórias de uma Vida Urgente.
Em sua trajetória como presidente voluntária da Fundação, Diza Gonzaga tornou-se uma ‘especialista’ na preservação da vida, tendo diversos artigos publicados sobre legislação, educação e a valorização da vida no trânsito. Desde a morte de Thiago, o esforço de Diza transformou-se na mais reconhecido organização da sociedade civil de preservação da vida no trânsito do país: a Fundação Thiago de Moraes Gonzaga e o programa Vida Urgente mobilizam vinte mil voluntários, sendo reconhecidos como o "maior movimento voluntário do Brasil em favor da paz no trânsito" e o "primeiro de seu tipo" no país.
Desde o início da Fundação, Diza acompanha e participa ativamente das principais mudanças na legislação brasileira. Em 1996, iniciou abaixo-assinado pela aprovação do novo Código de Trânsito Brasileiro, coletando milhares de assinaturas em diversas cidades do Rio Grande do Sul. Por iniciativa da Fundação, em 2006, foi aprovada por unanimidade na Câmara de Vereadores de Porto Alegre a Lei que proíbe o consumo de bebidas alcoólicas nas dependências de postos de gasolina, estacionamentos e similares (Lei Nº 9.996, de 19 de junho de 2006). Em 2007, entregou ao então Ministro da Justiça documento com mais de 70 mil assinaturas pedindo a proibição da venda de bebidas alcoólicas nas estradas e rodovias. Dois meses depois foi aprovada a Lei Seca (Lei 11.705, de 19 de junho de 2008) que Diza chama de Lei da Vida, pois nos primeiros 30 dias de sua implantação reduziu em mais de 40% as internações nos principais prontos-socorros do país.
Como palestrante e conferencista, Diza Gonzaga tem participado de congressos e eventos nacionais e internacionais, apresentando o programa Vida Urgente. Em suas falas, Diza compartilha sua experiência em educação para o trânsito; mobilização social e voluntariado; políticas públicas e legislação de trânsito e mobilidade.
A convite da Organização das Nações Unidas e da Organização Mundial da Saúde, Diza Gonzaga representou as ONG’s brasileiras e da América Latina na 1ª Conferência Global de Alto Nível sobre Segurança no Trânsito (2009), realizada em Moscou, Rússia. Na 2ª Conferência (2015), que aconteceu em Brasília, Brasil, Diza foi convidada a compor a mesa de abertura do evento, ao lado da Presidente da República, Ministros, da diretora-geral da OMS, Margareth Chan, e Zoleka Mandela, neta do presidente da África do Sul Nelson Mandela e embaixadora da ONU para a segurança viária.
Diza Gonzaga foi condecorada com a Medalha do Mérito Farroupilha, distinção máxima da Assembleia Legislativa do Rio Grande do Sul e também, a Ordem do Mérito do Ministério Público no grau Comendador, honraria máxima do órgão, concedida em reconhecimento aos relevantes serviços à sociedade e ao Ministério Público. Em 2017, recebeu o 16º Prêmio Bertha Lutz, instituído pelo Senado Federal para destacar personalidades femininas que tenham oferecido relevante contribuição na defesa de direitos.
Em reconhecimento mundial ao trabalho inovador da Fundação Thiago Gonzaga em prol da segurança do trânsito, recebeu o prêmio Prince Michael International Road Safety Awards e o Haddon Award, concedido pelo ICADTS - The International Council on Alcohol, Drugs and Traffic Safe (Conselho Internacional sobre Álcool, Drogas e Segurança no Trânsito). Entre os prêmios nacionais, destacam-se o Volvo de Segurança no Trânsito - com o qual foi agraciada em cinco edições; o Prêmio DENATRAN em Educação, o Prêmio Direitos Humanos do Rio Grande do Sul, o Prêmio Líderes e Vencedores e a Medalha Dom Hélder Câmara, do Ministério da Saúde (veja mais premiações abaixo).

## Principais prêmios e homenagens
- 2019: Medalha Tiradentes. Polícia Civil RS.[18]
- 2018: Homenagem Dia Internacional da Mulher. Câmara Municipal de Porto Alegre.[19]

- 2017: Diploma Bertha Lutz. Senado Federal.[20][21]

- 2016: Ordem do Mérito Grau Comendador. Ministério Público do Estado do Rio Grande do Sul.[22]

- 2016: Prêmio Donna Mulheres que Inspiram: Diza Gonzaga. Revista Donna.[23]

- 2014: Homenagem da Secretaria de Estado da Educação (SEDUC). Governo do Estado do Rio Grande do Sul.[24]

- 2014: Título honorífico de Cidadã de Porto Alegre. Prefeitura de Porto Alegre.[25]

- 2014: Menção honrosa pelos serviços prestados como Conselheira da Gestão 2014/ 2013. CDES-RS.[26]

- 2012: Medalha da 53ª Legislatura. Assembleia Legislativa do Estado do Rio Grande do Sul.[27]

- 2012: Homenagem Deputado por um dia. Assembleia Legislativa do Estado do Rio Grande do Sul.[28]

- 2012: Homenagem PGQP pela contribuição à melhoria da qualidade de vida da comunidade riograndense.[29]

- 2011: Medalha do Mérito Farroupilha. Assembleia Legislativa do Estado do Rio Grande do Sul.[30]

- 2010: Prêmio Cláudia. Associação dos Magistrados da Bahia (AMAB).[31]

- 2010: Título de Cidadão Espírito Santense. Assembleia Legislativa do Estado Espírito Santo.[32]

- 2010: Título de Patronesse. Homenagem da VI Feira do Livro de Eldorado do Sul.[33]

- 2009: Prince Michael International Road Safety Awards - Recognising achievement and innovations which will improve road safety. Grã-Bretanha.[34]

- 2008: Prêmio Betinho – Atitude Cidadã. COEP/RS.[35]
- 2008: Homenagem da Rádio Gaúcha - Grupo RBS[36]
- 2008: Prêmio Momento Especial - Destaque Promoção da Vida - Jornal Momento Regional[36]

## Publicações
Artigos
- Semana Nacional de Trânsito, GaúchaZH, 19/09/2020.
- A urgência da Vida, GaúchaZH, 23/06/2020
- Eles podem ser descuidados, nós não, GaúchaZH, 15/02/2020[37]
- Neste verão, não dê férias para a vida, GaúchaZH, 24/12/2019[38]
- Não está só na mão do governo mudar a realidade do trânsito, GaúchaZH, 17/09/2019.[39]
- Foi em maio que recebi o meu maior presente: um filho. Mas também foi neste mês que o recolhi sem vida no asfalto, GaúchaZH, 17/05/2019.[40]
- A vida não pode esperar, GaúchaZH, 19/04/2019.[41]
- É na educação que está a vacina para as mortes no trânsito, GaúchaZH, 16/12/2018.[42]
- Diza Gonzaga: sou boa no volante, GaúchaZH, 07/03/2018.[43]
- Até quando?, GaúchaZH, 16/01/2016.[44]
- Brasil na contramão do mundo, GaúchaZH, 18/11/2015.[45]
- Quanto vale uma vida, Revista Conexão Social, edição nº 11 de 2013.
- A hora e a vez da família, Zero Hora, edição de 14/10/2004.
- Basta de impunidade, Zero Hora, edição de 03/06/2004.
- Semana Nacional do Trânsito, Zero Hora, edição de 19/09/2003.
- A Educação de Trânsito no Brasil, Zero Hora, edição de 27/02/2002.
- A polêmica dos Ciclomotores, Zero Hora, edição de 28/11/1998.

Livro
- Thiago Gonzaga - Histórias de uma vida urgente, 17ª ed.[46]

## Mídia
Televisão
| Programa           | Emissora                          | Tema                                          | Data       |
| ------------------ | --------------------------------- | --------------------------------------------- | ---------- |
| Bom Dia Rio Grande | RBSTV                             | Câmara dos Deputados aprova mudanças no CTB   | 25/06/2020 |
| RS Que Dá Certo    | Band RS                           | Trajetória de Diza Gonzaga                    | 11/01/2020 |
| Gaúcha Atualidade  | GaúchaZH                          | Movimento Empatia no Trânsito                 | 13/12/2019 |
| Jornal do Almoço   | RBS TV Porto Alegre               | Dia Mundial em Memória às Vítimas de Trânsito | 11/11/2019 |
| Bom Dia Rio Grande | RBS TV Porto Alegre               | Dia Mundial em Memória às Vítimas de Trânsito | 11/11/2019 |
| Fantástico         | Rede Globo                        | Meu Filho Nunca Faria Isso                    | 20/10/2019 |
| Jornal do Almoço   | RBS TV Caxias do Sul              | Audiência pública Caxias do Sul (PNATRANS)    | 10/05/2018 |
| Band Cidade        | TV Bandeirantes Rio Grande do Sul | Histórias Inspiradoras                        | 02/04/2018 |
| Jornal do Almoço   | RBS TV Porto Alegre               | 20 anos do Vida Urgente                       | 20/05/2016 |
| Bom Dia Rio Grande | RBS TV Porto Alegre               | Como superar uma perda?                       | 31/03/2013 |

## Galeria

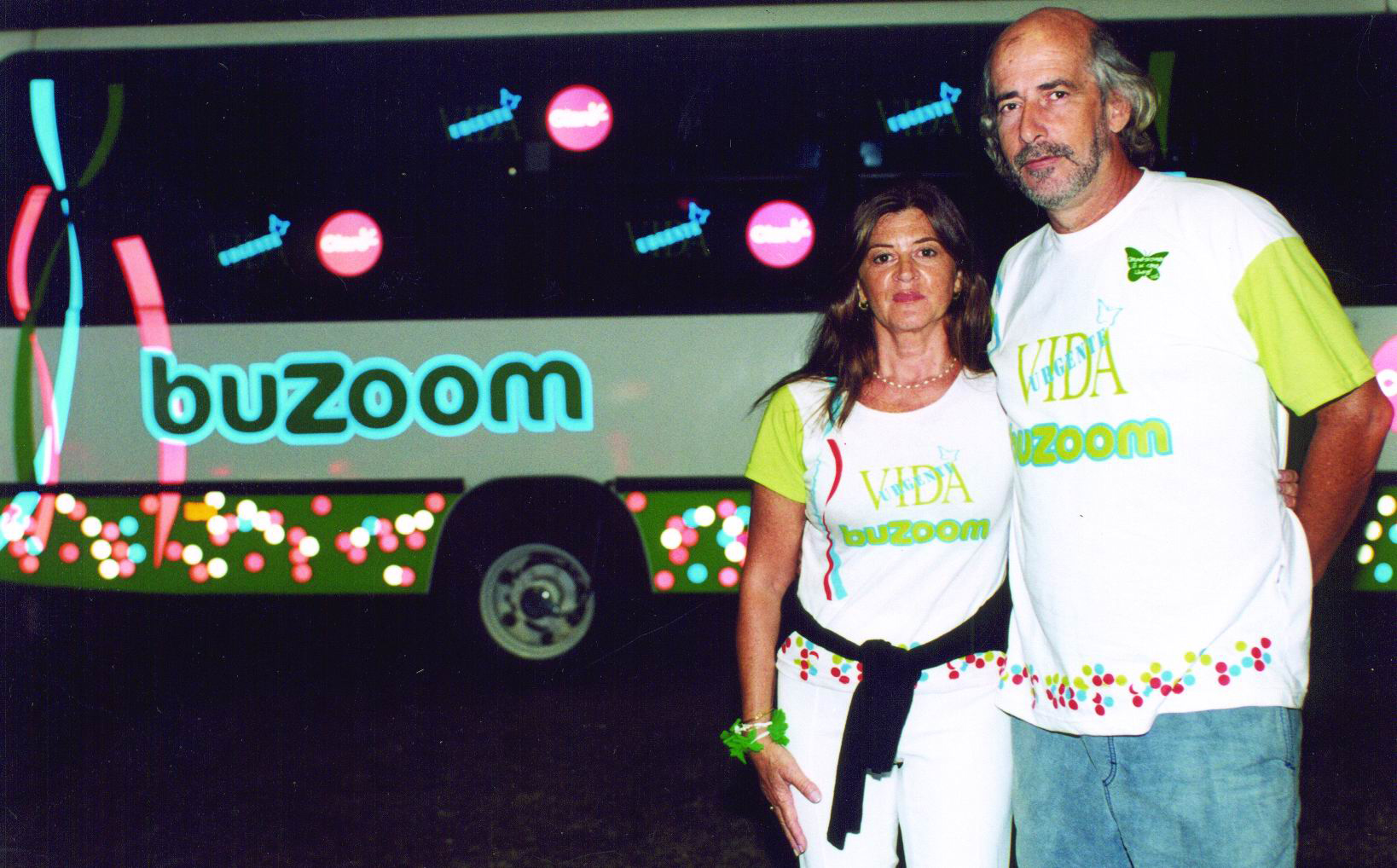
Diza Gonzaga e Regis Gonzaga no programa Buzoom - A Carona Segura do Vida Urgente.
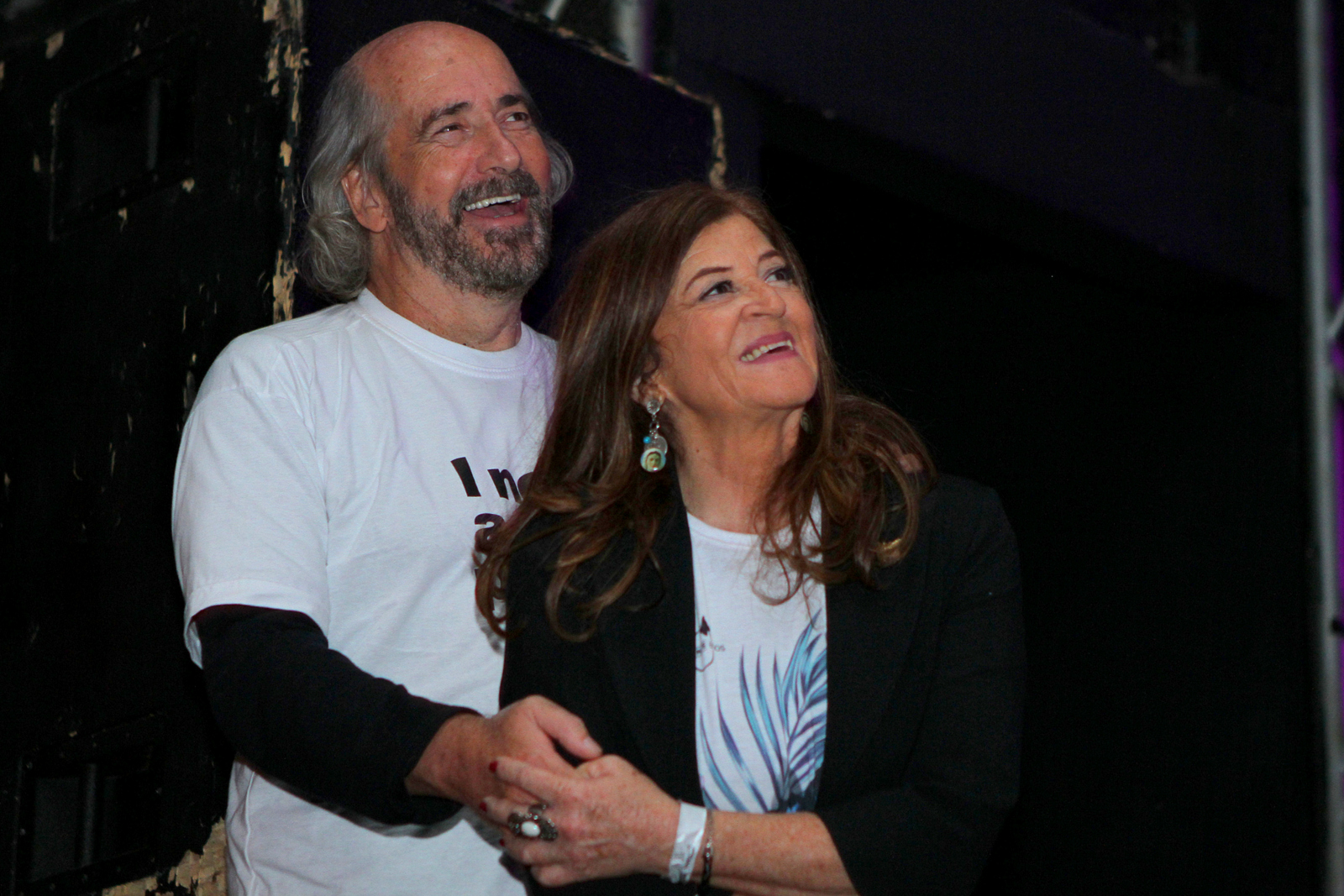
Regis e Diza Gonzaga na Comemoração dos 20 anos do Vida Urgente.
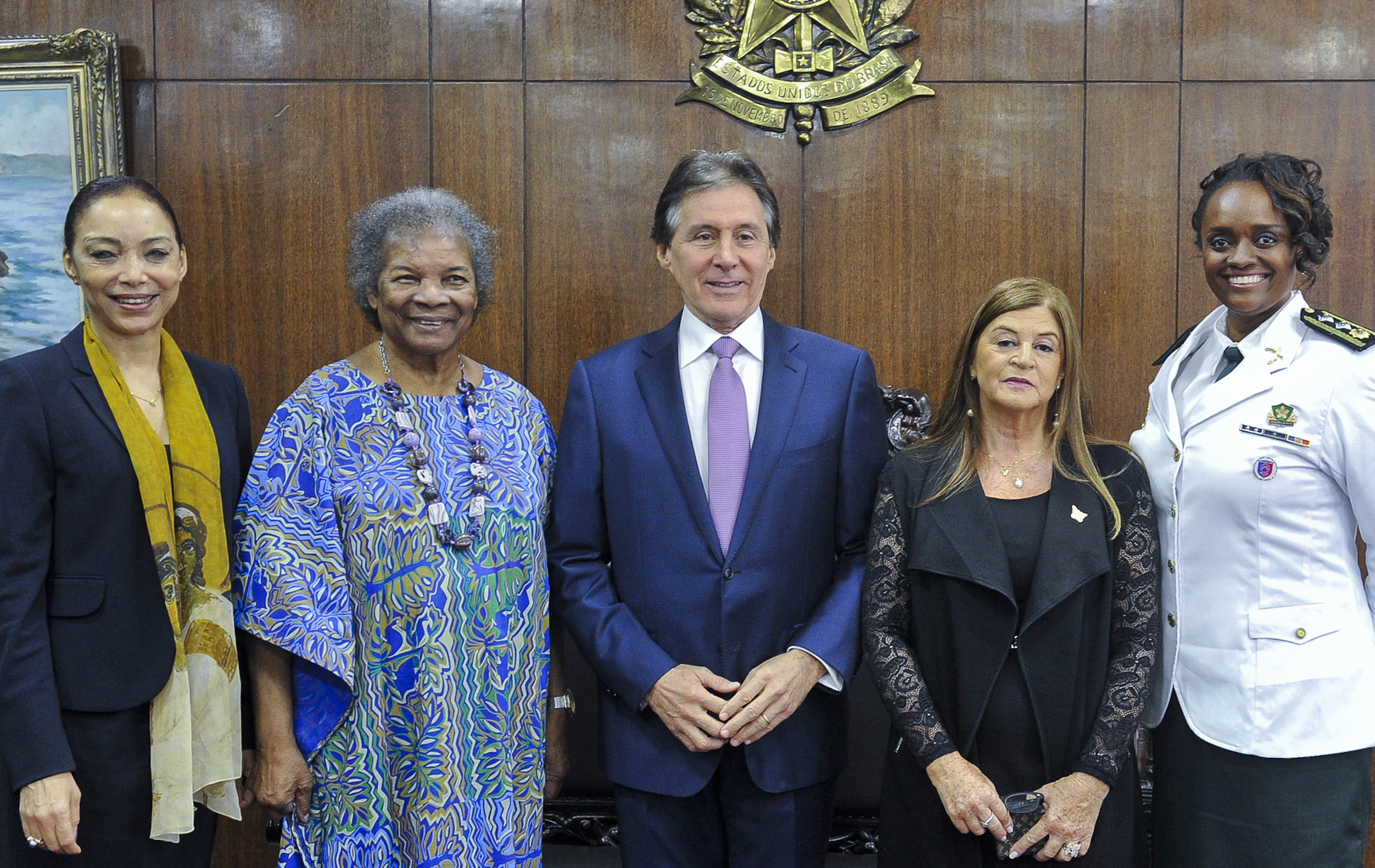
Diza Gonzaga, o presidente do Senado Federal, Eunício Oliveira, e demais recipientes do diploma Bertha Lutz em 8 de março de 2017.
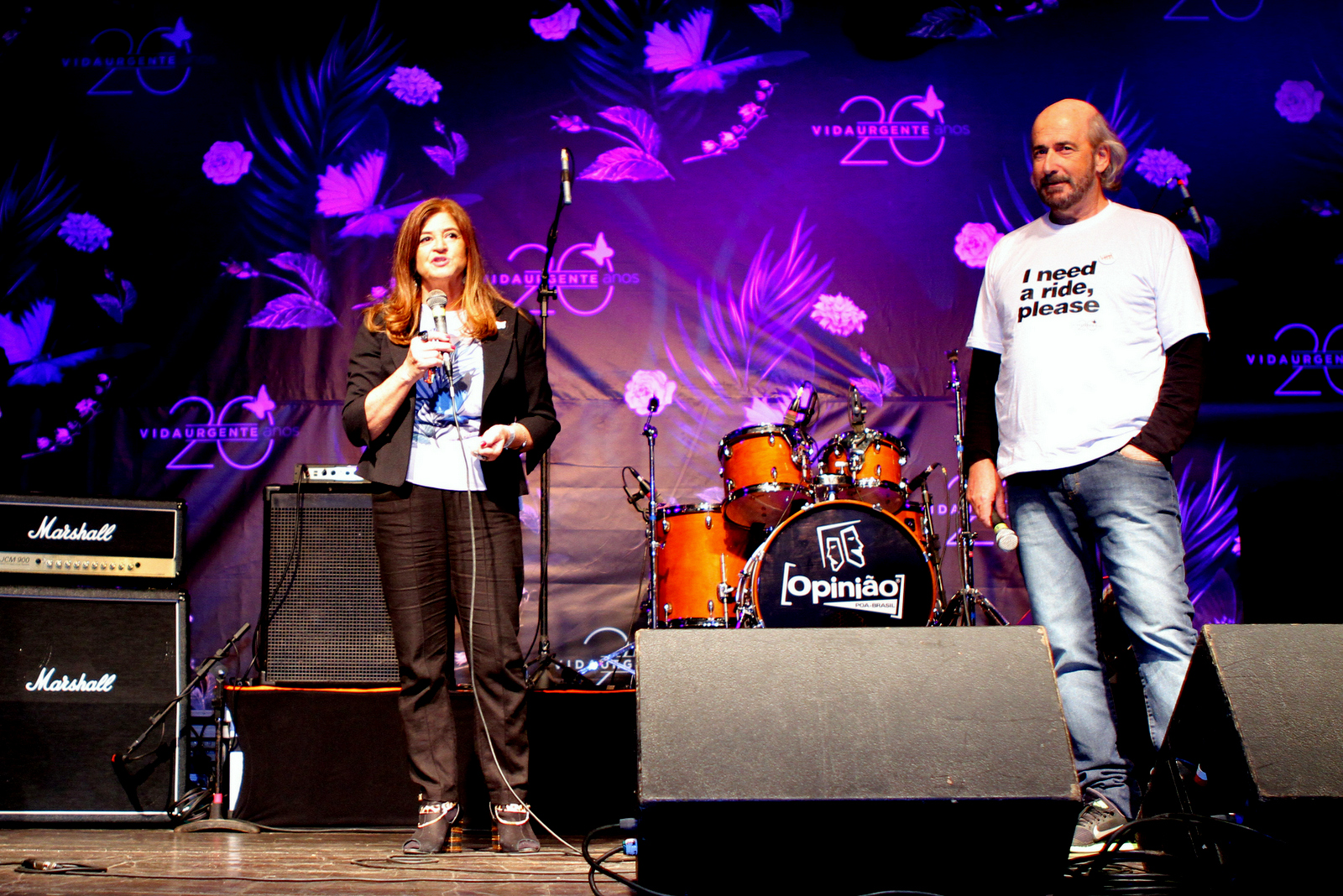
Evento marca os 20 anos da Fundação Thiago Gonzaga
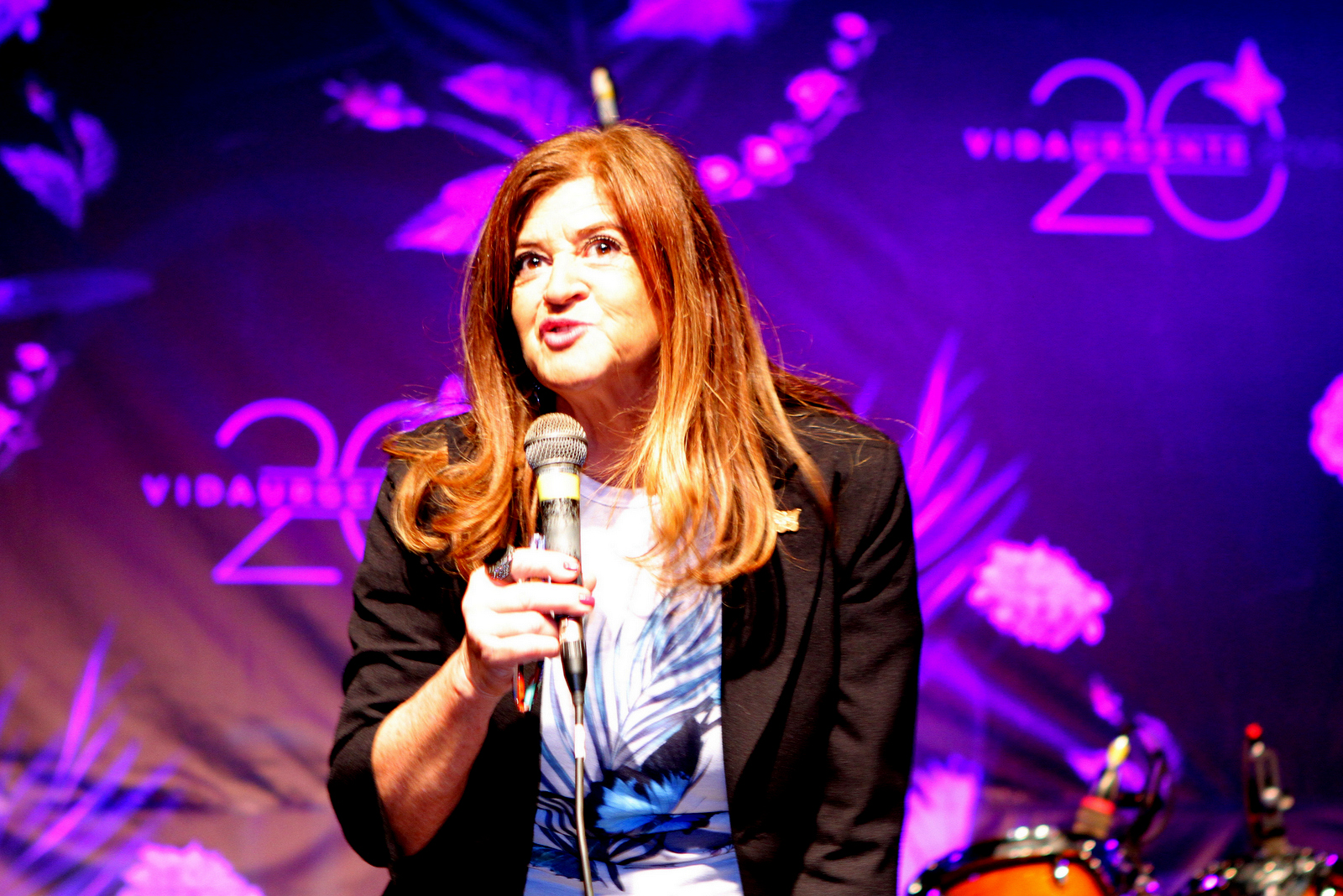
Diza Gonzaga no evento de 20 anos da Fundação Thiago Gonzaga